# Grace McCallum
Grace McCallum (Cambridge, 30 ottobre 2002) è una ginnasta statunitense, vincitrice di due medaglie d'oro con la squadra ai Campionati del mondo e vice campionessa olimpica con la squadra alle Olimpiadi di Tokyo 2020.

## Carriera

### 2018
McCallum entra a far parte della nazionale statunitense di ginnastica artistica nel 2018, partecipando ai Pacific Rim Championships che si sono svolti a Medellín. In quell'occasione si è aggiudicata la medaglia d'oro nel concorso a squadre e ha ottenuto un altro oro nel concorso individuale, oltre a due argenti al volteggio e al corpo libero.
Ai suoi primi Campionati nazionali statunitensi si piazza al quarto posto nel concorso individuale e al corpo libero, al quinto posto alla trave e al sesto posto alle parallele asimmetriche. 
Nel settembre 2018 viene convocata per partecipare ai Campionati panamericani a Lima, in Perù, conquistando tre medaglie d'oro nel concorso a squadre, nel concorso individuale, e alle parallele asimmetriche, oltre a due bronzi ottenuti al volteggio e alla trave. 
Viene inclusa nella squadra statunitense ai Mondiali di Doha 2018 contribuendo, insieme a Simone Biles, Kara Eaker, Morgan Hurd, e Riley McCusker, alla vittoria degli Stati Uniti nel concorso a squadre.

### 2019
Nel 2019 McCallum giunge al terzo posto nel concorso individuale ai Campionati statunitensi, dietro Sunisa Lee e Simone Biles, ottenendo così il suo primo podio ai campionati nazionali.
Ai Mondiali di Stoccarda 2019 si laurea per la seconda volta campionessa con la squadra degli Stati Uniti.

### 2021
Il 22 maggio 2021 torna a gareggiare in occasione dei GK Classic, dove conclude la gara al 4º posto, con il punteggio di 55,100. Il 4 giugno partecipa alla prima giornata dei Campionati Nazionali, gareggiando su tutti e quattro gli attrezzi e ottenendo un punteggio complessivo di 54,300, che la colloca all'ottavo posto. Il giorno successivo partecipa alla seconda giornata di gara, concludendo al settimo posto all around e al terzo alla trave.
Il 25 e 27 giugno partecipa ai Trials olimpici, l'ultima gara prima che venga scelta la squadra olimpica. Nella prima giornata conclude la gara al quinto posto con 56,498 punti.
Dopo i risultati della seconda giornata conclude gli Olympic Trials in quarta posizione e viene scelta per far parte della squadra olimpica. 
Il 25 luglio prende parte alle Qualifiche, tramite le quali la nazionale statunitense accede alla finale a squadre col secondo punteggio. 
Il 27 luglio la squadra statunitense vince la medaglia d'argento dietro al Comitato Olimpico Russo.